# 待合室
待合室（まちあいしつ）は、病院や鉄道駅、バスターミナル等の建物の中で時間が来るのを待つための場所である。これ自身が建物となっている場合は「待合所」とも言い、また単に「待合」とも言う。

## 概要

待合室を示すサイン

通常は多数の椅子が設置されているため座って待つことが出来るが、立って待っていられるようにも設計されていることが多い。自動販売機の設置、あるいは比較的大型の待合室であれば売店なども併設されることもあるため、新聞・雑誌を購入したり軽食を取ることも可能である。中には個室を提供しているところもあり、別料金を支払って利用できる。

### 鉄道駅
鉄道駅の場合、都市近郊の待合室には周りに囲いがしてあり、冷暖房完備の所がほとんどである。そのため夏季や冬季に利用率が高い。一方、地方の待合室は駅舎に併設されていて扉がないものが多く、ただ座ることを目的とした待合室が一般的である。駅などの待合室においては、夜間を通して複数の席をベッド代わりに利用することを阻止するための何らかの措置が施されている場合もある。
中には京浜急行電鉄や近畿日本鉄道のように一時的に駅に留置している鉄道車両を終夜運転の際に臨時の待合室として使用した例もある。

### 空港
通常、空港には出発ゲートの前に「ゲートラウンジ」と呼ばれる待合室が存在する。搭乗時刻が近づくにつれ、ゲートラウンジには搭乗を待つ乗客が集まってくる。大規模な空港では搭乗時刻直前には多数の人が一堂に会するため、比較的広めの空間が確保されている。
また、これとは別に、主要な空港には、空港運営会社や航空会社、クレジットカード会社等の運営する空港ラウンジがあり、一部の乗客が利用することができる。

### テーマパーク
東京ディズニーリゾートやユニバーサル・スタジオ・ジャパンといったテーマパークでは提供スポンサー向けのラウンジがあり、一部の来場者が利用することができる。

### スーパーマーケット
イオンでは一部の商業施設において、イオンラウンジを運営しており、イオングループ各社の株主やイオンカードで一定額以上を決済している保有者に限り、利用することができる。

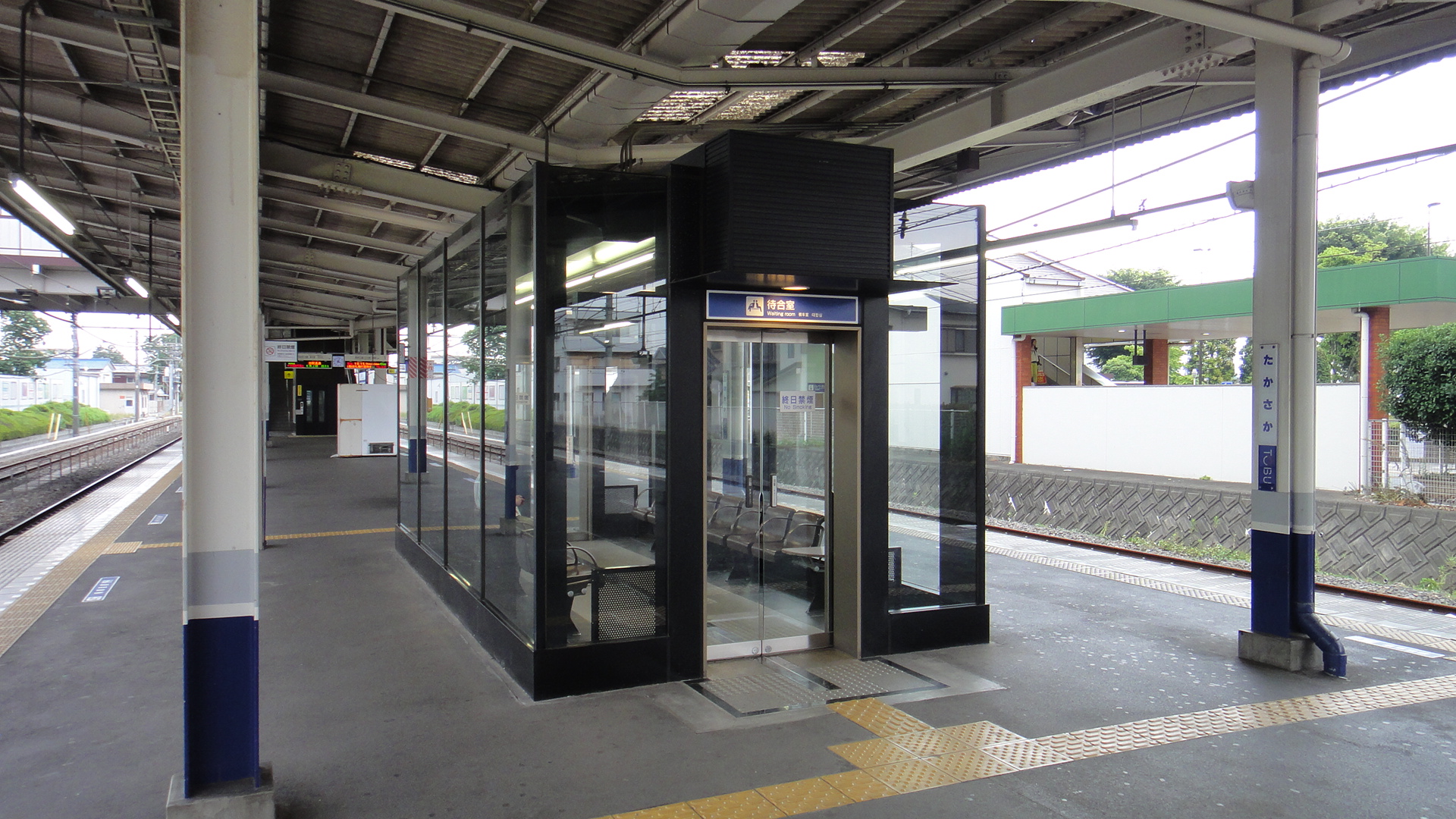
鉄道駅ホームの待合室
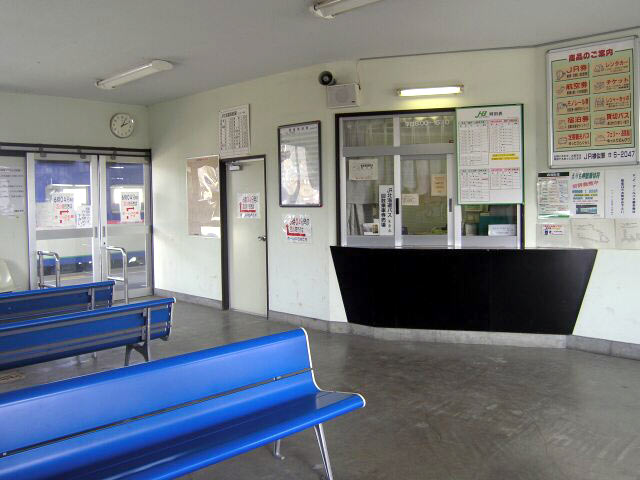
鉄道駅改札外の待合室
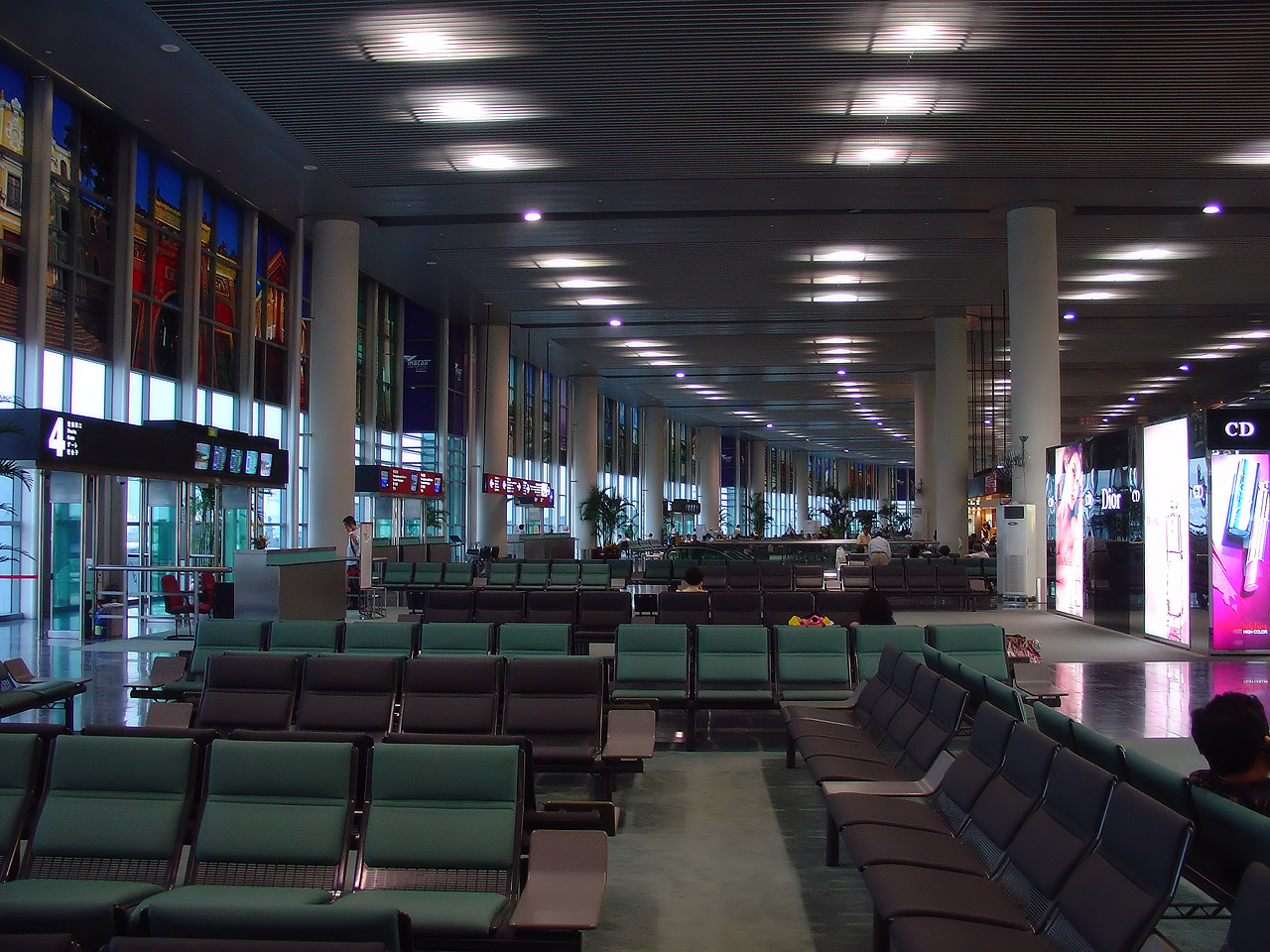
空港のゲートラウンジ
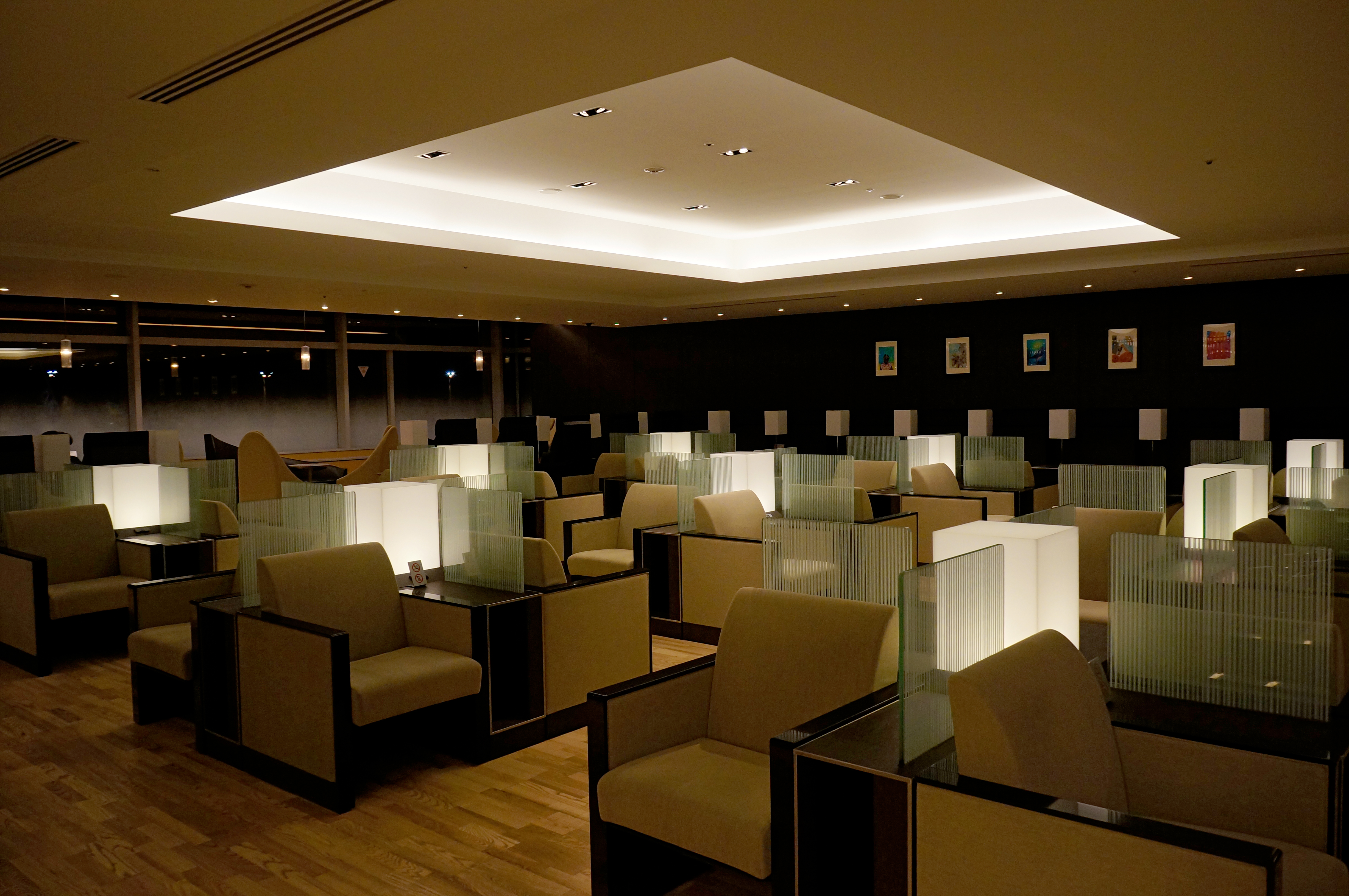
空港ラウンジ（ANAラウンジ）
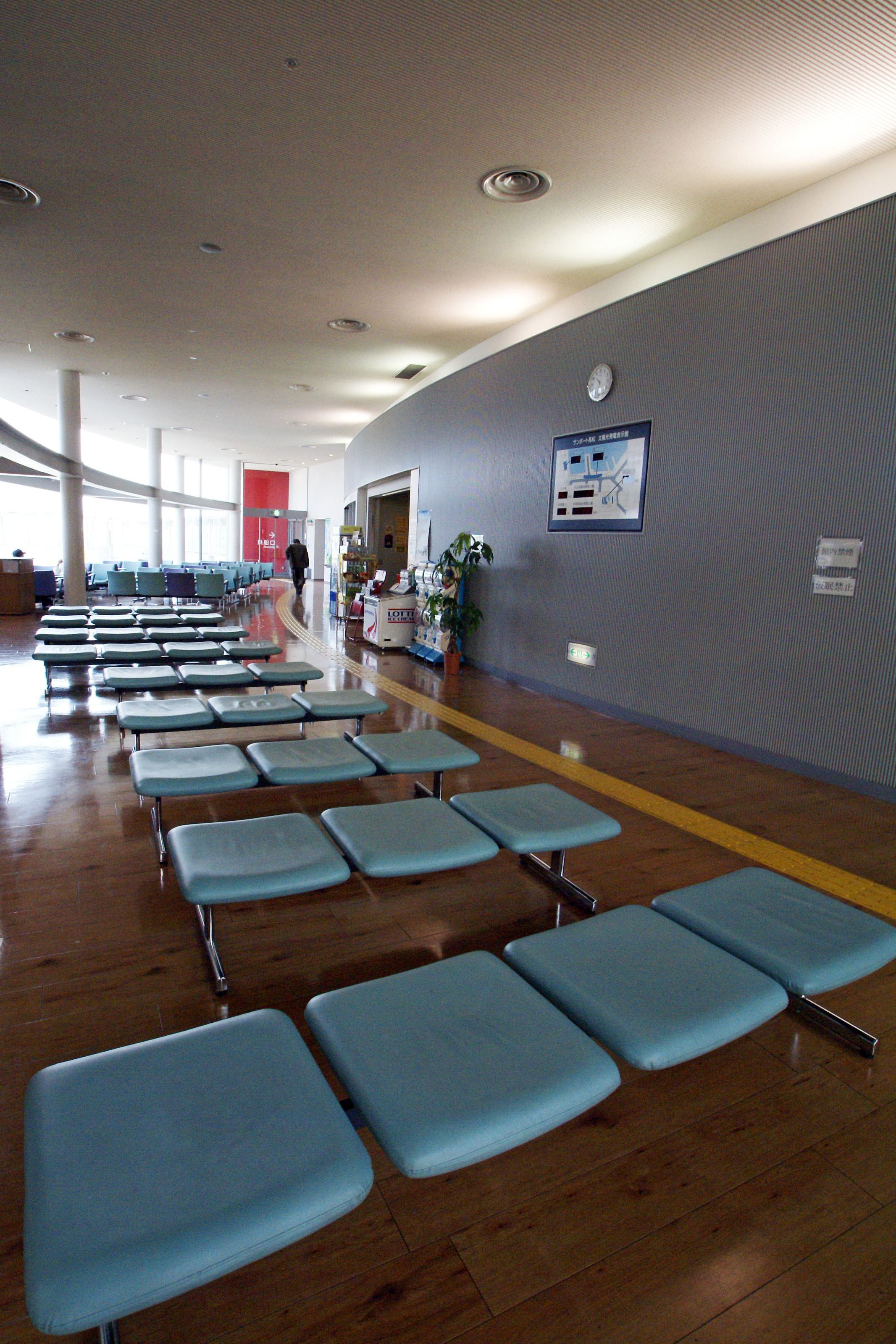
旅客港の待合室